# شريط بروكا القطري
يُعد شريط بروكا القطري أو سطر بروكا القطري أحد هياكل الدماغ الأمامي القاعدي المشتقة من الدماغ البطني أثناء النّمو. تُشكل هذه البينيةُ الهامش الإنسي للمادة المثقبة الأمامية. وصف هذه المنطقة من الدماغ عالم التشريح العصبي الفرنسي بول بروكا.